# Lijst van administratieve eenheden in Bến Tre
Deze lijst bevat een overzicht van administratieve eenheden in Bến Tre (Vietnam).
De provincie Bến Tre ligt in de Mekong-delta. De oppervlakte van de provincie bedraagt 2356,78 km² en telt ruim 1.358.314 inwoners. Bến Tre is onderverdeeld in één stad en acht huyện.

## Stad

### Thành phốBến Tre
- Phường 1
- Phường 2
- Phường 3
- Phường 4
- Phường 5
- Phường 6
- Phường 7
- Phường 8
- Phường Phú Khương
- Phường Phú Tân
- Xã Bình Phú
- Xã Mỹ Thạnh An
- Xã Nhơn Thạnh
- Xã Phú Hưng
- Xã Phú Nhuận
- Xã Sơn Đông

## Huyện

### HuyệnBa Tri
- Thị trấn Ba Tri
- Xã An Bình Tây
- Xã An Đức
- Xã An Hiệp
- Xã An Hòa Tây
- Xã An Ngãi Tây
- Xã An Ngãi Trung
- Xã An Phú Trung
- Xã An Thủy
- Xã Bảo Thạnh
- Xã Bảo Thuận
- Xã Mỹ Chánh
- Xã Mỹ Hòa
- Xã Mỹ Nhơn
- Xã Mỹ Thạnh
- Xã Phú Lễ
- Xã Phú Ngãi
- Xã Phước Tuy
- Xã Tân Hưng
- Xã Tân Mỹ
- Xã Tân Thủy
- Xã Tân Xuân
- Xã Vĩnh An
- Xã Vĩnh Hòa

### HuyệnBình Đại
- Thị trấn Bình Đại
- Xã Bình Thắng
- Xã Bình Thới
- Xã Châu Hưng
- Xã Đại Hòa Lộc
- Xã Định Trung
- Xã Lộc Thuận
- Xã Long Định
- Xã Long Hòa
- Xã Phú Long
- Xã Phú Thuận
- Xã Phú Vang
- Xã Tam Hiệp
- Xã Thạnh Phước
- Xã Thạnh Trị
- Xã Thới Lai
- Xã Thới Thuận
- Xã Thừa Đức
- Xã Vang Qưới Đông
- Xã Vang Qưới Tây

### HuyệnChâu Thành
- Thị trấn Châu Thành
- Xã An Hiệp
- Xã An Hóa
- Xã An Khánh
- Xã An Phước
- Xã Giao Hòa
- Xã Giao Long
- Xã Hữu Định
- Xã Mỹ Thành
- Xã Phú An Hòa
- Xã Phú Đức
- Xã Phú Túc
- Xã Phước Thạnh
- Xã Qưới Sơn
- Xã Qưới Thành
- Xã Sơn Hòa
- Xã Tam Phước
- Xã Tân Phú
- Xã Tân Thạch
- Xã Thành Triệu
- Xã Tiên Long
- Xã Tiên Thuỷ
- Xã Tường Đa

### HuyệnChợ Lách
- Thị trấn Chợ Lách
- Xã Hòa Nghĩa
- Xã Hưng Khánh Trung B
- Xã Long Thới
- Xã Phú Phụng
- Xã Phú Sơn
- Xã Sơn Định
- Xã Tân Thiềng
- Xã Vĩnh Bình
- Xã Vĩnh Hòa
- Xã Vĩnh Thành

### HuyệnGiồng Trôm
- Thị trấn Giồng Trôm
- Xã Bình Hòa
- Xã Bình Thành
- Xã Châu Bình
- Xã Châu Hòa
- Xã Hưng Lễ
- Xã Hưng Nhượng
- Xã Hưng Phong
- Xã Long Mỹ
- Xã Lương Hòa
- Xã Lương Phú
- Xã Lương Qưới
- Xã Mỹ Thạnh
- Xã Phong Mỹ
- Xã Phong Nẫm
- Xã Phước Long
- Xã Sơn Phú
- Xã Tân Hào
- Xã Tân Lợi Thạnh
- Xã Tân Thạnh
- Xã Thạnh Phú Đông
- Xã Thuận Điền

### HuyệnMỏ Cày Bắc
- Xã Hòa Lộc
- Xã Hưng Khánh Trung A
- Xã Khánh Thạnh Tân
- Xã Nhuận Phú Tân
- Xã Phú Mỹ
- Xã Phước Mỹ Trung
- Xã Tân Bình
- Xã Tân Phú Tây
- Xã Tân Thành Bình
- Xã Tân Thanh Tây
- Xã Thành An
- Xã Thạnh Ngãi
- Xã Thanh Tân

### HuyệnMỏ Cày Nam
- Thị trấn Mỏ Cày
- Xã An Định
- Xã An Thạnh
- Xã An Thới
- Xã Bình Khánh Đông
- Xã Bình Khánh Tây
- Xã Cẩm Sơn
- Xã Đa Phước Hội
- Xã Định Thủy
- Xã Hương Mỹ
- Xã Minh Đức
- Xã Ngãi Đăng
- Xã Phước Hiệp
- Xã Tân Hội
- Xã Tân Trung
- Xã Thành Thới A
- Xã Thành Thới B

### HuyệnThạnh Phú
- Thị trấn Thạnh Phú
- Xã An Điền
- Xã An Nhơn
- Xã An Quy
- Xã An Thạnh
- Xã An Thuận
- Xã Bình Thạnh
- Xã Đại Điền
- Xã Giao Thạnh
- Xã Hòa Lợi
- Xã Mỹ An
- Xã Mỹ Hưng
- Xã Phú Khánh
- Xã Qưới Điền
- Xã Tân Phong
- Xã Thạnh Hải
- Xã Thạnh Phong
- Xã Thới Thạnh